# Clocaenog
Clocaenog est un village et une communauté du Denbighshire, au pays de Galles.
Il est situé dans le centre du comté, à quelques kilomètres au sud-ouest de la ville de Ruthin.

## Démographie
Au recensement de 2011, la communauté de Clocaenog comptait 254 habitants.